# Matlab Dakshin Upazila
Matlab Dakshin Upazila är ett underdistrikt i Bangladesh. Det ligger i den centrala delen av landet, 50 km sydost om huvudstaden Dhaka.
Trakten runt Matlab Dakshin Upazila består till största delen av jordbruksmark. Runt Matlab Dakshin Upazila är det mycket tätbefolkat, med 2 261 invånare per kvadratkilometer.